# Der totale Widerstand
Der totale Widerstand ist eine siebenbändige, mit Schwarzweiss-Skizzen illustrierte Lehrbroschüre aus dem Jahr 1957 in der Zeit des Kalten Krieges. Sie befasst sich mit einem möglichen Widerstandskampf in der Schweiz im Falle eines sowjetischen Vor- bzw. Einmarsches und wurde von Hans von Dach (1926–2003), zuletzt Major in der Schweizer Armee, nebenberuflich publiziert.

## Publikationsgeschichte
Der Inhalt des ersten und bekanntesten Bandes Der totale Widerstand, Kleinkriegsanleitung für Jedermann erschien erstmals in einer Artikelfolge der Wehrzeitung «Der Schweizer Soldat» und wurde danach als Nr. 4 der Schriftenreihe des Schweizerischen Unteroffiziersverbandes (SUOV) von diesem herausgegeben.
Die gesamte Schriftenreihe wurde mehrfach neu aufgelegt und verkaufte sich zehntausendfach in der Bundesrepublik Deutschland und in Österreich. Das Buch erschien 1965 in englischer Übersetzung mit dem irreführenden Untertitel «Swiss Army Guide to Guerrilla Warfare and Underground Operations». Von Hans von Dach erschien auch eine achtbändige Reihe Gefechtstechnik.
1974 lehnte der Schweizer Generalstabschef es ab, die Fibel als reguläres Reglement einzuführen, was der Schweizer Politikwissenschaftler Albert A. Stahel auf die seinerzeitige Schweizer Verteidigungsstrategie zurückführt.
In Deutschland war Der totale Widerstand seit 1988 bis vor wenigen Jahren als erstes und bislang einziges Buch aus der Schweiz auf der Liste der indizierten Printmedien der Bundesprüfstelle.

## Inhalt
Im ersten Band der Buchreihe werden die technischen und taktischen Grundlagen eines Kleinkrieges behandelt. Der Autor geht darauf ein, wie sich in einem solchen Kriegsfall die Führung der beteiligten militärischen Kräfte und die beteiligten zivilen Widerstandsgruppen verhalten sollen. Ausserdem wird erklärt, wie Besatzungstruppen gegen zivilen Widerstand vorgehen.
Das zweite Buch thematisiert chemische Waffen. Der Autor beschreibt die im Ersten Weltkrieg eingesetzten Kampfstoffe sowie deren Entwicklung und Decknamen. Das Buch bespricht weiters den Einsatz chemischer Kampfstoffe seit 1945, wie z. B. Senfgas oder Cyanwasserstoff, ihre Wirkungen, Vergiftungssymptome und Erste-Hilfe-Massnahmen.
Die weiteren Bände behandeln im Detail die Herstellung und Benutzung verschiedener Waffen. Band 3 befasst sich mit der sogenannten MP-Partisan 9-mm-Maschinenpistole, Band 4 beschreibt die Pistole Modell TARN, Band 5 beschäftigt sich mit Sprengfallen, Band 6 ist eine Anleitung für den Schalldämpfer Modell TELL und Band 7 geht auf Handgranaten ein.
Das Buch schliesst mit den Worten «Es ist besser stehend zu sterben, als kniend zu leben!»

## Wirkung und Aktualität
Da Grundlage der Schriftenreihe das Verhalten von historischen Besatzungsmächten (deutsche Wehrmacht in Warschau, Sowjetunion in Prag und Budapest) war, ist die Publikation heute politisch und technisch grösstenteils überholt.
Zahlreiche Konzepte zur Sabotage von Hochspannungsmasten, Eisenbahnschienen, Transformatoren, Errichtung von Strassensperren, der Bau und Einsatz von Brandsätzen unter Berücksichtigung der Zugluft etc. sowie das Verstecken von Waffen und Munition gelten jedoch noch heute als aktuell. Das Buch wurde – Ermittlungsbehörden zufolge – seit den 1960er-Jahren von verschiedenen terroristischen Organisationen genutzt.